# Relationer mellan Danmark och Sverige

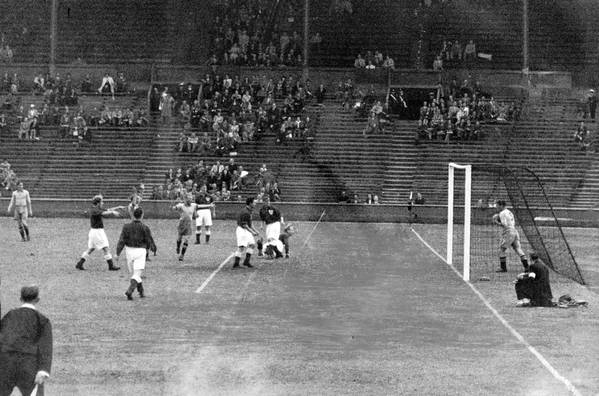
Danmark-Sverige vid olympiska fotbollsturneringen 1948. 1600- och 1700-talens dansk-svenska krigsrivalitet har bytts ut mot idrottslig prestige.

Relationer mellan Danmark och Sverige bygger bland annat på att båda stater har en lång historia tillsammans, och båda var medlemmar av Kalmarunionen mellan 1397 och 1523. 11 dansk-svenska krig utkämpades mellan åren 1521 och 1814.
I dag är staterna åtskilda vid Öresund, som länkar samman Östersjön och Nordsjön.  Danmark har en ambassad i Stockholm och två generalkonsulat (i Göteborg och Malmö). Sverige har en ambassad i Köpenhamn och 16 konsulat (i Aabenraa, Aarhus, Aalborg, Esbjerg, Frederikshavn, Grenå, Helsingør, Holbæk, Kolding, Nuuk, Nykøbing Falster, Odense, Rønne, Skagen, Tórshavn och Viborg).
Det finns en tradition av kulturell tävlan mellan Danmark och Sverige. Mellan åren 1448 och 1790 blev det nästan alltid krig mellan staterna, ofta då en ny kung försökte visa sin styrka genom att gå i krig med motparten, ofta av små politiska skäl. Än i dag florerar en stor stolthet när ena parten lyckas besegra den andra, men slagskeppen är ersatta av fotbolls- och handbollslag.
Båda stater är medlemmar av Nordiska rådet, Östersjöstaternas råd, Europarådet och Europeiska unionen. Det finns omkring 21 000 svenskar bosatta i Danmark, och omkring 42 000 danskar bosatta i Sverige.
Danmark protesterade i åratal och decennier mot Barsebäcks kärnkraftverk i Sverige, beläget cirka 20 kilometer från Köpenhamn. Kärnkraftverket stängdes 2005.
I november 2019 införde Danmark gränskontroller mot Sverige efter att gängkriminella blivit misstänkta för skottdåd och sprängdåd i Danmark.
Danmark stöder till fullo Sveriges Nato-medlemskap.

## Öresundsförbindelsen
1991 enades Danmarks och Sveriges regeringar om att skapa en fast förbindelse över Öresund. Avtalet godkändes av båda staternas parlament i augusti det året. Øresundskonsortiet, ett samarbete mellan A/S Øresund och Svedab AB, byggde förbindelsen, som invigdes år 2000. Projektet kostade över 12 miljarder DKK och består av en 16,4 kilometer (10 miles) lång länk mellan Köpenhamn och Malmö bestående av en tunnel, en bro och en konstgjord ö.